# Maculobates magnus
Maculobates magnus är en kvalsterart som beskrevs av Hammer 1967. Maculobates magnus ingår i släktet Maculobates och familjen Liebstadiidae. Inga underarter finns listade i Catalogue of Life.